# Amerykanie pochodzenia dominikańskiego
Amerykanie pochodzenia dominikańskiego – obywatele lub rezydenci Stanów Zjednoczonych, których przodkowie pochodzą z Dominikany, bądź też imigranci z tego kraju. Nie należy ich mylić z osobami pochodzącymi ze Wspólnoty Dominiki.
Pierwsi imigranci z Dominikany do Stanów Zjednoczonych zaczęli przybywać w końcówce XIX wieku. W Nowym Jorku w latach 30. XX wieku istniała już społeczność dominikańska. Liczba imigrantów opuszczających Dominikanę zwiększyła się znacząco po upadku junty Rafaela Leonidasa Trujillo w latach 60. XX stulecia, kiedy to zniesiono sankcje nałożone na ten kraj i otwarto granice. W 2006 liczbę Amerykanów pochodzenia dominikańskiego oceniało się na około 1 200 000 ludzi.

## Historia
Od wczesnych lat 60. XX wieku trwała migracja Dominikańczyków do USA, spowodowana ekonomicznymi i politycznymi problemami tego kraju. Większość Dominikańczyków osiedlało się w miastach na wschodnim wybrzeżu, głównie w Nowym Jorku, New Jersey, na Florydzie (w Miami i w Fort Lauderdale), Rhode Island (w Providence) oraz w Lawrence i Bostonie w Massachusetts. Mniejsze grupy migrantów osiadały w Filadelfii, Pensylwanii, Teksasie, Waszyngtonie, Kansas, Missouri i w Luizjanie. Te tereny były atrakcyjne dla Dominikańczyków ponieważ zamieszkiwały je już duże i ciągle rosnące społeczności latynoskie, mówiące po hiszpańsku, znikał więc problem językowy.

## Demografia
Prawie połowa Dominikańczyków żyjących obecnie w USA przybyła tu po roku 1990. Sąsiedztwo Washington Heights w Nowym Jorku ma tak znaczny udział ludności dominikańskiej, że określa się je często mianem Quisqueya Heights (Quisqueya to nazwa jaką Tainowie, rdzenna ludność Karaibów, określali Hispaniolę na której leży Dominikana). Dominikańczycy są piątą co do wielkości grupą Latynosów w Stanach Zjednoczonych po Meksykanach, Portorykańczykach, Kubańczykach i Salwadorczykach.
W 2006 roku najwięcej Dominikańczyków zamieszkiwało stany: Nowy Jork (659,962), New Jersey (167,689), Florydę (136,891), Massachusetts (83,700), Pensylwanię (36,091), Rhode Island (30,876) i Connecticut (17,213). We wszystkich innych stanach liczba Dominikańczyków jest mniejsza niż 10 000. Amerykańskie Biuro Cenzusowe w 2006 oceniało liczebność tej społeczności na 1 217 225 osób.
Od 1980 to samo biuro w przeprowadzanych przez siebie spisach ludności poprosiło wszystkich deklarujących się jako Latynosi o określenie przynależności rasowej. Według badań z 1990 29,2% Dominikańczyków to biali, 30% czarni zaś 39,8 to ludzie pochodzenia mieszanego. Wynika to z tego, iż większość Dominikańczyków to Mulaci, a do tego dochodzą jeszcze ludzie mający nie tylko czarnych i białych przodków, ale także Tainów, rdzennych mieszkańców Hispanioli.

## Profil społeczności
Znaczna część Dominikańczyków w USA to ludzie młodzi. Pierwsza generacja imigrantów to zazwyczaj ludność słabo wykształcona, pochodząca ze wsi. Przedstawiciele drugiej generacji (czyli osoby pochodzenia dominikańskiego, ale urodzone już w USA) są już lepiej wykształceni co znajduje odbicie w ich zarobkach i zajmowanych stanowiskach. Prawie 21% przedstawicieli drugiej generacji ma ukończony college. Jest to wskaźnik nieznacznie niższy od średniej krajowej (23%), ale wyższy niż wśród wielu społeczności latynoskich, na przykład Meksykanów urodzonych w USA (13%) czy Amerykanów pochodzenia portorykańskiego (12%).

## Polityka
W Izbie Reprezentantów nie zasiada żaden polityk pochodzenia dominikańskiego. Jednak członkowie tej społeczności są reprezentowani w polityce na poziomie stanowym. Dominikańczycy piastują urzędy stanowe w Nowym Jorku, New Jersey, Rhode Island, Maryland, Massachusetts, New Hampshire, Pensylwanii i w Portoryko.
Zmiany prawne z 1994 pozwalają Dominikańczykom zamieszkującym Stany Zjednoczone na zachowywanie obywatelstwa rodzimego kraju. Również od 2004 rząd Dominikany pozwala swoim obywatelom posiadać podwójne obywatelstwo. Jest to szczególnie ważne, gdyż wielu Dominikańczyków, w przeciwieństwo do innych latynoskich społeczności Stanów Zjednoczonych, chciałoby kiedyś wrócić do rodzimego kraju.